# Berber nyelvek
A berber nyelvek az afroázsiai nyelvcsaládba tartozó, egymással közeli rokonságban álló nyelvek, nyelvjárások csoportja Észak-Afrikában; beszélői összefoglaló néven berberekként ismertek. Saját elnevezésük Tamaziɣt, Tamazight. Beszélőik száma mintegy 12-13 millió. Az ide tartozó két legismertebb nyelv a tuareg vagy tamasek nyelv Marokkóban, a Szaharában és a kabil nyelv Algériában. A kivándoroltak nagy csoportjai beszélik a nyelvet Nyugat-Európában és Észak-Amerikában is, de az Afrikában élő berberek nagy része is két- vagy háromnyelvű (beszélik az arabot és ritkábban a franciát is). A berber nyelvek a szintén ugyanebbe a nyelvcsaládba tartozó sémi nyelveknek (pl. arab, héber stb.) csak távolabbi rokonai (tehát nem a sémi nyelvek csoportjába tartoznak!).

## Története
A nyelvet az ókori Numidiában is beszélték. Az ókori líbiai feliratokhoz képest az írás módosult, de továbbra is geometrikus jellegű ábrákból áll.

### A berber nyelvek listája
- avdzsila
- chenoua
- kabil: az Algéria északi részén található Kabilia régió lakosainak, a kabiloknak a nyelve. 1995-ben mintegy 7,123 millióan beszélték anyanyelvükként.
- guancs nyelv: a Kanári-szigetek őslakosainak nyelve, a 16. században kihalt.
- szívai:
- tamasek: a tuaregek nyelve. Dél-Algériában, Nigerben, Maliban és Mauritániában kb. egy millió ember beszéli.
- tamazight
- tarifit:
- taselhit ·
- tifinag ·
- zenaga ·
- zenati

A berber nép néhány évtizede nemzeti öntudatra ébredt, a két legtöbb beszélővel rendelkező változatban (kabil és tamasek) szépirodalom is létrejött. Többnyire arab írást használnak, de sokan ismerik a régi tifinag írást is.